# 小林雅英
小林 雅英（こばやし まさひで、1974年5月24日 - ）は、元プロ野球選手（投手）、プロ野球コーチ。山梨県大月市出身。野球解説者。マネジメント会社は株式会社レガシージャパン。

## 概要
投手として千葉ロッテマリーンズでは1度のリーグ優勝、1度の日本シリーズ優勝に貢献している。個人ではNPBで合計1個のタイトルを獲得している。
愛称は「コバマサ」。千葉ロッテマリーンズ時代は「幕張の防波堤」の異名を取った。
2013年からオリックス・バファローズの二軍投手コーチを務め、2015年から2018年まで千葉ロッテマリーンズの一軍投手コーチを務めた。
アテネオリンピック野球の銅メダリスト。

## 経歴

### プロ入り前
小学2年の時に野球を始め中学時代には関東大会に出場した。
山梨県立都留高等学校では1年からエースになるが最後となる3年の夏は山梨大会2回戦で敗退した。
将来は高校野球の指導者になろうと日本体育大学へ進学。3年秋の明治神宮大会は初戦で完投。4年の大学選手権で先発したが九州共立大の前田浩継と投げ合い敗退。首都大学リーグ通算29試合登板し16勝7敗、防御率2.40。最優秀投手1回、ベストナイン2回受賞。
卒業時にプロへ進む同級生を見て、自分も目指そうと東京ガスへ入社。2年のうちに声がかからなければ野球をやめるつもりだったが、2年目には都市対抗野球の補強選手となり（登板はなし）、スカウトの水谷則博に見出されて1998年度のドラフト会議で千葉ロッテマリーンズから1位指名を受けた

### ロッテ時代
1999年の後半戦から先発として起用され、5勝5敗の成績を残した。前半戦などでのリリーフ起用を含めれば46試合に登板している。
2000年も序盤で3試合に先発したがいずれも敗戦投手になったため、当時監督だった山本功児によって中継ぎに配置転換され、4月25日の対日本ハムファイターズ戦(ひたちなか市民球場)に無死満塁で登板し、そこを無失点で抑え自信をつけた。シーズンでは不調のブライアン・ウォーレンと入れ替わりで抑えに固定され11勝6敗14セーブの好成績を挙げる。7月2日の対オリックス・ブルーウェーブ14回戦で、小林の2球目が暴投となり、三塁を狙った一塁走者のイチローがアウトになった。その直後にチームが勝ち越したため、プロ野球史上初となる「打者0人」での勝利投手となった。
2001年5月25日の対日本ハムファイターズ戦から、5月30日の対福岡ダイエーホークス戦にかけて、プロ野球新記録となる6日間連続セーブを挙げて月間MVPに選出された。しかし6月までは21S・防御率0.78の成績だったが、7月以降は4敗12セーブ・防御率11.42と打ち込まれ、最終的に防御率は4.33に終わった。なお、この年はリーグ2位の33セーブを挙げ、オフにはニュース番組のゲストに招かれることや6日連続セーブのエピソードが寒川一之の「小林雅英物語」として漫画化された。
2002年は5月21日の対日本ハム戦から8月5日のダイエー戦まで17試合連続セーブのパシフィック・リーグ新記録、10月17日の対大阪近鉄バファローズ戦まで33試合連続セーブポイントのプロ野球新記録を樹立するなど44試合で37セーブ・防御率0.83の好成績を残した。
2003年も好調を維持し、44試合で33セーブの好成績を残す。6月29日の対オリックス戦では日本人最速となる222試合目で通算100セーブを達成した。
2004年はボビー・バレンタインが監督に就任すると投球回数が増加。西武ライオンズの中島裕之に勝ち越しの満塁本塁打を打たれる等、救援失敗も目立ったが、アテネオリンピック野球日本代表に選出されたのを機に変則モーションの矯正に取り組むと日本代表の守護神として銅メダル獲得に貢献した。しかし、序盤に安定感を欠いたこともあり8勝5敗20セーブ、防御率も3.90に終わった。
2005年は5月18日の対広島東洋カープ戦でプロ野球史上4人目の通算150セーブを達成（通算312試合登板）。この年は薮田安彦、藤田宗一との勝利の方程式は「YFK」と称され、自身も2勝2敗29セーブ防御率2.58の成績を残し、最多セーブ投手を獲得した。この年のプレーオフ第2ステージ（対福岡ソフトバンクホークス戦）では、優勝に王手をかけた第3戦に4点リードで9回のマウンドに上がるも追いつかれて降板した（延長で敗戦）が、後がなくなった第5戦で1点リードの9回に登板して胴上げ投手となる。そのまま日本シリーズ（対阪神タイガース戦）でも第4戦に登板して胴上げ投手となり、11月13日のアジアシリーズ（対三星ライオンズ戦）でも最後の打者を三振に打ち取って3度目の胴上げ投手となった。オフシーズンに球団の日本人歴代最高年俸となる2億5000万円で契約更改した。
2006年は6月7日の対中日ドラゴンズ戦で登板し、日本プロ野球初の6年連続20セーブを達成。セ・パ交流戦でも3勝13セーブの成績で交流戦MVPを獲得。8月18日の対日本ハム戦では史上3人目の通算200セーブを達成したが、この試合以降は一度もセーブを挙げられなかった。それでも6勝2敗34セーブとセーブ数は前年を上回った。
2007年は8月26日の対ソフトバンク戦でセーブを記録し、自己記録を更新する7年連続20セーブを達成したが、8度の救援失敗から守護神転向後初となる降格を経験した。同年11月2日、周囲から動向を聞かれることのわずらわしさなどの理由で、環境を変えてプレーすることを希望したことから、FA権行使を宣言した。

### インディアンス時代
11月20日にクリーブランド・インディアンスと2年契約を交わす。契約内容は2008年と2009年各300万ドル、契約破棄の場合は25万ドルの、2年計625万ドルで、3年目については球団側が325万ドルの選択権を持つものだった。
2008年4月26日の対ニューヨーク・ヤンキース戦でメジャー初登板を果たし、チームのサヨナラ勝ちによってメジャー初登板・初勝利を挙げた。1年間を通じて降格することなく在籍し、主に中継ぎとして57試合に登板して4勝5敗6セーブ・防御率4.53を記録。
2009年は前年の活躍から一転して10試合の登板・防御率8.38と不振に陥り、5月16日に降格した。その後、インディアンス傘下AAAのコロンバス・クリッパーズに合流してメジャー復帰に向けて調整していたが、7月18日にインディアンスから契約を解除された。

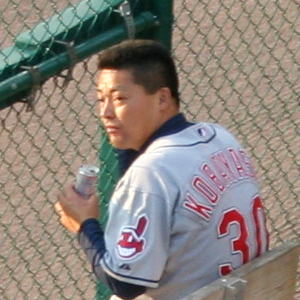

インディアンスの施設でトレーニングを行いつつ、メジャーの他球団からのオファーを待つが、動きがなかったため8月14日に帰国した。帰国後は都内のグラウンドでトレーニングを続けていたが、9月からはベースボール・チャレンジ・リーグの群馬ダイヤモンドペガサスの練習に参加。これは群馬のマネジャーである谷口弘典が、元ロッテ二軍マネジャーだった縁によって実現したものである。

### 巨人時代
2009年12月1日、年俸5000万円プラス出来高1億円の1年契約で読売ジャイアンツへの入団が決定。背番号も30となった。スコアボードの表記は「雅」のない「小林」となった。
2010年は抑えにマーク・クルーンがいたため中継ぎで起用されることになった。3月28日の対東京ヤクルトスワローズ戦で7回に日本復帰後初登板するも2失点とほろ苦い復帰登板となった。4月3日の対広島東洋カープ戦では9回途中にクルーンの後を受け登板し、ピンチを脱し復帰後初セーブを挙げた。その後は抑えのクルーンが故障離脱して抑え不在となったが不安定な投球が目立ち、抑えで起用されることはなかった。5月2日に二軍落ちし、7月7日に再び一軍登録されるも不調で4日後の11日に登録抹消され、一軍に昇格することはなかった。最終的に12試合の登板で1セーブ・防御率5.14に終わり、10月29日に戦力外通告を受けた。4月3日の広島戦で記録したセーブが現役最後のセーブとなった。その後、11月10日の12球団合同トライアウトを受験した。ここで最速145km/hを計測し、打者5人を無安打に抑える好内容を見せたことからオリックス・バファローズが獲得に動き、11月19日に契約した。背番号は34。

### オリックス時代
2011年は開幕一軍入りを果たしたが前年以上に安定感を欠き、5月2日に二軍落ちすると一度も一軍に昇格できなかった。最終的に6試合の登板に留まり、防御率13.50と結果を残せず、10月に戦力外通告を受けた。自身は肩肘等に大きな故障も無く球速も150km/hを超える球はまだ投げられていたが、一軍の勝ちパターンには岸田護、平野佳寿が台頭。他球団に移籍して抑えを勝ち取るモチベーションも無かったため引退を決意した。

### 引退後
2011年11月1日に引退が発表され、11月25日にオリックスの二軍育成コーチに就任し、2013年より二軍投手コーチに就任。松葉貴大・佐藤達也の育成に貢献した。2014年10月1日に球団から退団が発表された。
2014年10月16日に古巣であるロッテの2015年からの一軍投手コーチ就任が決まった。2018年からはベンチ担当、チーム防御率5位と低迷し同年10月14日に退団が発表された。
2019年からは、日本女子プロ野球機構の投手総合コーチを務めながらチバテレビ、『ワースポ×MLB』（NHK BS1）の解説を務めた。2020年は出身地である山梨県の情報番組『スゴろく』（テレビ山梨）のコメンテーターを務めながら、DAZN、SPOZONE等でNPB、MLBの解説を行っている。
2021年からは、社会人野球のエイジェック硬式野球部の投手総合コーチに就任。同年3月2日に「夢・未来応援プロジェクト ブルペン」の一環で、三郷市立瑞木小学校にて講演を行った。2024年をもって、エイジェックの投手総合コーチを退任。
2025年1月1日付で関甲新学生野球連盟所属の白鷗大学硬式野球部のコーチに就任。

## 選手としての特徴
主な球種は最速154km/hのストレートと高速シュート、140km/h近い縦のスライダー。緩急を使うことが少なく、ストレートで押しながら左右の揺さぶりで攻める。登板の度にピンチを背負い、味方ファンをハラハラさせながらも最終的には抑えるため「劇場型」とも言われた。自身のスタイルについては「どんな形でも最後に勝って試合が終わればいい」と語っている。
毎年50試合前後に登板しながら故障をしない体と、精神的なタフさにも定評があった。

## エピソード
- 1992年の全国高等学校野球選手権大会山梨県予選では、牧野塁を擁する山梨学院大学附属高等学校らと共に山梨三羽烏と称された。その山梨予選1回戦の第1試合で三羽烏のうちの一人がいた山梨県立農林高等学校と対戦することとなるが、開会式から30分後に第1試合が行われていた関係上、開会式に別の生徒を出場させて小林本人を室内の投球練習場でウォーミングアップさせていたことが発覚。山梨農林側の抗議から高野連より厳重注意を受け山梨農林側に謝罪する事態となった[28]。
- 2011年4月27日の対ロッテ戦（QVCマリン）で、7回の裏二死満塁、オリックスの先発寺原隼人に代わってリリーフとして小林の名がコールされるが、実際にリリーフカーに乗って登場したのは吉野誠であった。原因はブルペンで福間納投手コーチが指名を間違えたためであり、吉野は車を降りてそのままベンチへ帰って行ったため、外野ポール際から小林が走ってマウンドへ出てくる事態となった[29]。

## 詳細情報

### 年度別投手成績
| 年 度     | 球 団      | 登 板 | 先 発 | 完 投 | 完 封 | 無 四 球 | 勝 利 | 敗 戦 | セ 丨 ブ | ホ 丨 ル ド | 勝 率 | 打 者 | 投 球 回 | 被 安 打 | 被 本 塁 打 | 与 四 球 | 敬 遠 | 与 死 球 | 奪 三 振 | 暴 投 | ボ 丨 ク | 失 点 | 自 責 点 | 防 御 率 | W H I P |
| --------- | ---------- | ----- | ----- | ----- | ----- | -------- | ----- | ----- | -------- | ----------- | ----- | ----- | -------- | -------- | ----------- | -------- | ----- | -------- | -------- | ----- | -------- | ----- | -------- | -------- | ------- |
| 1999      | ロッテ     | 46    | 10    | 3     | 0     | 0        | 5     | 5     | 0        | --          | .500  | 507   | 124.1    | 93       | 8           | 55       | 3     | 4        | 107      | 6     | 4        | 42    | 37       | 2.68     | 1.19    |
| 2000      | ロッテ     | 65    | 3     | 0     | 0     | 0        | 11    | 6     | 14       | --          | .647  | 441   | 109.2    | 87       | 4           | 37       | 4     | 1        | 72       | 4     | 0        | 34    | 26       | 2.13     | 1.13    |
| 2001      | ロッテ     | 48    | 0     | 0     | 0     | 0        | 0     | 4     | 33       | --          | .000  | 218   | 52.0     | 54       | 7           | 13       | 2     | 1        | 47       | 1     | 0        | 25    | 25       | 4.33     | 1.29    |
| 2002      | ロッテ     | 43    | 0     | 0     | 0     | 0        | 2     | 1     | 37       | --          | .667  | 158   | 43.1     | 26       | 1           | 6        | 1     | 0        | 41       | 1     | 0        | 4     | 4        | 0.83     | 0.74    |
| 2003      | ロッテ     | 44    | 0     | 0     | 0     | 0        | 0     | 2     | 33       | --          | .000  | 192   | 47.0     | 45       | 2           | 11       | 2     | 1        | 30       | 1     | 0        | 18    | 15       | 2.87     | 1.19    |
| 2004      | ロッテ     | 51    | 0     | 0     | 0     | 0        | 8     | 5     | 20       | --          | .615  | 235   | 57.2     | 51       | 4           | 19       | 6     | 2        | 50       | 3     | 0        | 25    | 25       | 3.90     | 1.21    |
| 2005      | ロッテ     | 46    | 0     | 0     | 0     | 0        | 2     | 2     | 29       | 0           | .500  | 186   | 45.1     | 49       | 6           | 9        | 1     | 1        | 33       | 0     | 0        | 14    | 13       | 2.58     | 1.28    |
| 2006      | ロッテ     | 53    | 0     | 0     | 0     | 0        | 6     | 2     | 34       | 3           | .750  | 214   | 53.2     | 49       | 4           | 8        | 0     | 2        | 48       | 0     | 0        | 16    | 16       | 2.68     | 1.06    |
| 2007      | ロッテ     | 49    | 0     | 0     | 0     | 0        | 2     | 7     | 27       | 0           | .222  | 207   | 47.1     | 53       | 4           | 12       | 4     | 2        | 35       | 0     | 0        | 24    | 19       | 3.61     | 1.37    |
| 2008      | CLE        | 57    | 0     | 0     | 0     | 0        | 4     | 5     | 6        | 2           | .444  | 244   | 55.2     | 65       | 8           | 14       | 2     | 1        | 35       | 4     | 0        | 30    | 28       | 4.53     | 1.42    |
| 2009      | CLE        | 10    | 0     | 0     | 0     | 0        | 0     | 0     | 0        | 0           | ----  | 45    | 9.2      | 12       | 2           | 4        | 0     | 1        | 4        | 1     | 0        | 9     | 9        | 8.38     | 1.66    |
| 2010      | 巨人       | 12    | 0     | 0     | 0     | 0        | 0     | 0     | 1        | 1           | ----  | 64    | 14.0     | 19       | 0           | 5        | 0     | 0        | 2        | 1     | 1        | 8     | 8        | 5.14     | 1.71    |
| 2011      | オリックス | 6     | 0     | 0     | 0     | 0        | 0     | 0     | 0        | 0           | ----  | 27    | 4.2      | 10       | 2           | 5        | 0     | 0        | 0        | 0     | 0        | 7     | 7        | 13.50    | 3.26    |
| NPB：11年 | NPB：11年  | 463   | 13    | 3     | 0     | 0        | 36    | 34    | 228      | 4           | .514  | 2449  | 599.0    | 536      | 42          | 180      | 23    | 14       | 465      | 17    | 5        | 217   | 195      | 2.93     | 1.20    |
| MLB：2年  | MLB：2年   | 67    | 0     | 0     | 0     | 0        | 4     | 5     | 6        | 2           | .444  | 289   | 65.1     | 77       | 10          | 18       | 2     | 2        | 39       | 5     | 0        | 39    | 37       | 5.10     | 1.45    |

- 各年度の太字はリーグ最高

### 年度別守備成績
| 年 度 | 球 団      | 投手（P） | 投手（P） | 投手（P） | 投手（P） | 投手（P） | 投手（P） |
| 年 度 | 球 団      | 試 合     | 刺 殺     | 補 殺     | 失 策     | 併 殺     | 守 備 率  |
| ----- | ---------- | --------- | --------- | --------- | --------- | --------- | --------- |
| 1999  | ロッテ     | 46        | 5         | 16        | 0         | 2         | 1.000     |
| 2000  | ロッテ     | 65        | 7         | 18        | 1         | 0         | .962      |
| 2001  | ロッテ     | 48        | 1         | 7         | 1         | 0         | .889      |
| 2002  | ロッテ     | 43        | 2         | 5         | 0         | 1         | 1.000     |
| 2003  | ロッテ     | 44        | 3         | 7         | 0         | 0         | 1.000     |
| 2004  | ロッテ     | 51        | 0         | 7         | 1         | 0         | .875      |
| 2005  | ロッテ     | 46        | 0         | 5         | 0         | 0         | 1.000     |
| 2006  | ロッテ     | 53        | 1         | 4         | 0         | 0         | 1.000     |
| 2007  | ロッテ     | 49        | 2         | 8         | 0         | 0         | 1.000     |
| 2008  | CLE        | 57        | 8         | 3         | 0         | 0         | 1.000     |
| 2009  | CLE        | 10        | 1         | 2         | 0         | 1         | 1.000     |
| 2010  | 巨人       | 12        | 0         | 5         | 0         | 1         | 1.000     |
| 2011  | オリックス | 6         | 0         | 0         | 0         | 0         | ----      |
| NPB   | NPB        | 463       | 21        | 82        | 3         | 4         | .972      |
| MLB   | MLB        | 67        | 9         | 5         | 0         | 1         | 1.000     |

### タイトル
- 最多セーブ投手：1回（2005年）

### 表彰
- 月間MVP：2回（2001年6月、2002年7月）
- JA全農Go・Go賞：2回（救援賞：2000年7月、2002年7月）
- セ・パ交流戦 最優秀選手賞（MVP）：1回（2006年）
- パ・リーグ連盟当別表彰：1回（2002年）※佐々木主浩のもつ22試合連続セーブポイント記録を33試合連続に更新したため

- 山梨県イメージアップ大賞特別賞（2003年）

前年の33試合連続セーブポイントのプロ野球日本新記録を樹立を称えて
- 県知事賞（2004年） - 千葉県より
- 市民栄誉賞（2004年） - 千葉県千葉市より
- やまなしスポーツ賞（2004年） - 山梨県より

アテネ五輪野球日本代表メンバーとしての銅メダル獲得を称えて
- ア・マン・オブ・ジュエリー賞（2006年） - 山梨県水晶宝飾連合会より

「宝石の街甲府」「貴金属の山梨」の輝く男性を代表して

### 記録
初記録
- 初登板：1999年4月7日、対福岡ダイエーホークス2回戦（北九州市民球場）、7回裏一死に2番手で救援登板、1回2/3を無失点
- 初奪三振：同上、7回裏に井口忠仁を見逃し三振
- 初勝利：1999年5月16日、対日本ハムファイターズ8回戦（千葉マリンスタジアム）、7回表に4番手で救援登板、2回無失点
- 初先発：1999年8月3日、対福岡ダイエーホークス16回戦（福岡ドーム）、8回1失点
- 初先発勝利：1999年8月14日、対福岡ダイエーホークス19回戦（千葉マリンスタジアム）、7回無失点
- 初完投勝利：1999年9月2日、対福岡ダイエーホークス23回戦（千葉マリンスタジアム） 、9回2失点
- 初セーブ：2000年8月17日、対日本ハムファイターズ21回戦（千葉マリンスタジアム）、8回表一死に4番手で救援登板・完了、1回2/3を無失点
- 初ホールド：2006年5月23日、対阪神タイガース3回戦（千葉マリンスタジアム）、9回表に2番手で救援登板、1回無失点

節目の記録
- 100セーブ：2003年6月29日、対オリックス・ブルーウェーブ16回戦（千葉マリンスタジアム）、9回表に2番手で救援登板・完了、1回無失点 ※史上14人目（日本人投手最速）
- 150セーブ：2005年5月17日、対広島東洋カープ1回戦（福山市民球場）、9回裏に4番手で救援登板・完了、1回無失点 ※史上4人目（最速）
- 200セーブ：2006年8月18日、対北海道日本ハムファイターズ13回戦（千葉マリンスタジアム）、9回表に3番手で救援登板・完了、1回無失点 ※史上3人目（最速）

その他の記録
- 打者0人で勝利投手：2000年7月2日、対オリックス･ブルーウェーブ14回戦（函館オーシャンスタジアム）、8回裏二死一塁で2球目に暴投、一塁走者イチローを三塁で憤死 ※史上初
- 6日6試合連続セーブ：2001年 ※史上初
- 17試合連続セーブ：2002年 ※パ・リーグ記録
- 33試合連続セーブポイント：2002年 ※新記録
- 1イニング3暴投：2004年5月15日、対福岡ダイエーホークス8回戦（千葉マリンスタジアム）、9回表に記録 ※タイ記録
- 7年連続20セーブ（2001年 - 2007年） ※史上初
- オールスターゲーム出場：5回（2000年、2001年、2003年、2005年、2006年）

### 代表歴
- 2004年アテネオリンピックの野球競技・日本代表

### 背番号
- 30（1999年 - 2010年）
- 34（2011年）
- 73（2012年 - 2014年）
- 79（2015年 - 2018年）